# Iso Rivolta IR 300
Iso Rivolta IR är en Gran turismo, tillverkad av den italienska biltillverkaren Iso Rivolta mellan 1962 och 1970.

## Historik
Kylskåpstillverkaren Iso hade tagit upp fordonstillverkning efter andra världskriget, först med skotrar och senare mikrobilen Isetta. I slutet av 1950-talet beslutade sig Renzo Rivolta för att slå på stort och bygga en lyxig långfärdsbil i bästa italienska stil och vände sig till landets främsta hantverkare för hjälp. Bertone, där Giorgetto Giugiaro stod för designen, tog fram en fyrsitsig kaross. Giotto Bizzarrini tog fram chassit med De Dion-axel bak och skivbromsar runt om. När det gällde motorn vände sig Rivolta till USA och General Motors för att köpa en kraftig och pålitlig V8. Iso Rivolta IR erbjöds med en 327 cui motor från Chevrolet Corvette i flera olika utföranden.  Bilen benämndes IR300, IR340 och så vidare, beroende på motoreffekten.
Iso Rivolta IR introducerades på bilsalongen i Turin 1962 och tillverkades fram till 1970, då den efterträddes av Iso Lele.